# Perry County (Kentucky)
Perry County is een county in de Amerikaanse staat Kentucky.
De county heeft een landoppervlakte van 886 km² en telt 29.390 inwoners (volkstelling 2000). De hoofdplaats is Hazard.